# 김천 부항지서 망루
김천 부항지서 망루는 대한민국 경상북도 김천시 부항면에 있는 건축물이다. 2008년 10월 1일 대한민국의 국가등록문화재 제405호로 지정되었다.

## 개요
이 시설물은 한국전쟁 직후 주민들이 콘크리트로 건축한 화기진지(火器陣地) 용도의 자주적 방어시설로, 주민들이 경찰을 지원하여 북한군 게릴라들의 침투를 막는 데 크게 기여한 곳이다. 콘크리트 4면체 형으로 높이는 7m이며 4면에 근대적인 사격용 총안 시설을 2개씩 설치해 놓았다. 지붕과 내부에 망루 위로 접근할 수 있도록 설치한 사다리 시설 등은 소실되었지만 망루에서 부항파출소로 통하는 지하 통로 입구는 그대로 잘 남아 있다.

## 참고 자료
- 김천 부항지서 망루 - 국가유산청 국가유산포털